# کرالووا لهوتا (ناحیه ریخنوف ناد کنیژنوو)
کرالووا لهوتا (ناحیه ریخنوف ناد کنیژنوو) (به چکی: Králova Lhota) یک منطقهٔ مسکونی در جمهوری چک است که در ناحیه ریخنوف ناد کنیژنوو واقع شده‌است.